# Desmonemoura pulchellum
Desmonemoura pulchellum är en bäcksländeart som beskrevs av Tillyard 1931. Desmonemoura pulchellum ingår i släktet Desmonemoura och familjen Notonemouridae. Inga underarter finns listade i Catalogue of Life.